# Nicolás Brussino
Nicolás Brussino (ur. 2 marca 1993 w Cañada de Gómez) – argentyński koszykarz występujący na pozycjach rzucającego obrońcy oraz niskiego skrzydłowego, obecnie zawodnik zespołu Herbalife Gran Canaria.
Jego brat Juan jest także koszykarzem.
22 lipca 2017 został zawodnikiem Atlanty Hawks. 8 grudnia został zwolniony. 31 grudnia podpisał umowę z hiszpańską Herbalife Gran Canaria. 20 lipca 2018 zawarł kontrakt z Iberostar Tenerife CB Canarias.
1 lipca 2021 podpisał po raz kolejny w karierze umowę z Herbalife Gran Canaria.

## Osiągnięcia
Stan na 4 czerwca 2021, na podstawie, o ile nie zaznaczono inaczej.
Drużynowe
- Mistrz Argentyny (2013)
- Wicemistrz:
  - Ligi Mistrzów FIBA (2019)
  - Argentyny (2014)
- Uczestnik rozgrywek Ligi Amerykańskiej (2014 – 5. miejsce, 2015)

Indywidualne
- Uczestnik konkursu wsadów ligi argentyńskiej
- Laureat nagrody Clarin Award w kategorii - objawienie sezonu (2015)

Reprezentacja
- Mistrz igrzysk:
  - panamerykańskich (2019)[8]
  - Ameryki Południowej (2014)
- Wicemistrz:
  - świata (2019)
  - Ameryki (2015, 2017)
  - Ameryki Południowej (2014)
- Brąz Kontynentalnego Pucharu Tuto Marchanda (2015)
- Uczestnik:
  - igrzysk:
    - olimpijskich (2016 – 8. miejsce)
    - panamerykańskich (2015 – 5. miejsce)

  - mistrzostw Ameryki Południowej (2014, 2016 – 4.miejsce)
- Zaliczony do I składu mistrzostw Ameryki (2017)